# Mouvement social féminin chrétien de Belgique
 (mai 2024).
La mise en forme du texte ne suit pas les recommandations de Wikipédia : il faut le « wikifier ».
Les points d'amélioration suivants sont les cas les plus fréquents :
- Les titres sont pré-formatés par le logiciel. Ils ne sont ni en capitales, ni en gras.
- Le texte ne doit pas être écrit en capitales (les noms de famille non plus), ni en gras, ni en italique, ni en « petit »…
- Le gras n'est utilisé que pour surligner le titre de l'article dans l'introduction, une seule fois.
- L'italique est rarement utilisé : mots en langue étrangère, titres d'œuvres, noms de bateaux, etc.
- Les citations ne sont pas en italique mais en corps de texte normal. Elles sont entourées par des guillemets français : « et ».
- Les listes à puces sont à éviter, des paragraphes rédigés étant largement préférés. Les tableaux sont à réserver à la présentation de données structurées (résultats, etc.).
- Les appels de note de bas de page (petits chiffres en exposant, introduits par l'outil «  Source ») sont à placer entre la fin de phrase et le point final[comme ça].
- Les liens internes (vers d'autres articles de Wikipédia) sont à choisir avec parcimonie. Créez des liens vers des articles approfondissant le sujet. Les termes génériques sans rapport avec le sujet sont à éviter, ainsi que les répétitions de liens vers un même terme.
- Les liens externes sont à placer uniquement dans une section « Liens externes », à la fin de l'article. Ces liens sont à choisir avec parcimonie suivant les règles définies. Si un lien sert de source à l'article, son insertion dans le texte est à faire par les notes de bas de page.
- La présentation des références doit suivre les conventions bibliographiques. Il est recommandé d'utiliser les modèles {{Ouvrage}}, {{Chapitre}}, {{Article}}, {{Lien web}} et/ou {{Bibliographie}}. Le mode d'édition visuel peut mettre en forme automatiquement les références.
- Insérer une infobox (cadre d'informations à droite) n'est pas obligatoire pour parachever la mise en page.

Pour une aide détaillée, merci de consulter Aide:Wikification.
Si vous pensez que ces points ont été résolus, vous pouvez retirer ce bandeau et améliorer la mise en forme d'un autre article.
Le Mouvement social féminin chrétien de Belgique, porté par l'Église catholique, est un mouvement social qui vise à défendre les droits et l’autonomie des femmes dans la société, tout en restant fidèle aux valeurs chrétiennes. Son émergence coïncide avec la période où les femmes luttent activement pour leurs droits politiques, économiques et sociaux, notamment dans le monde du travail.
En Belgique, ce mouvement apparait à la fin du 19e siècle, sous l'influence de l'Église catholique et à la suite du développement du Mouvement ouvrier et socialiste. À cette époque, le Mouvement social féminin chrétien de Belgique s'inscrit dans une mobilisation des forces catholiques contre la montée du laïcisme et du socialisme. Contrairement à certains mouvements féministes laïques, le Mouvement social féminin chrétien de Belgique met souvent l'accent sur des approches basées sur la foi, la famille et la solidarité.
Le Mouvement social féminin chrétien de Belgique apparaît comme un mouvement social d’envergure, porté par l’Église catholique. Ses principales figures et moteurs sont des femmes : Victoire Cappe, originaire de Liège, et Maria Baers d'Anvers.

## Naissance du Mouvement social féminin chrétien de Belgique
Les prémices du Mouvement social féminin chrétien de Belgique apparaissent à la fin du 19e siècle, marquées par les grèves de 1886 et par l'émergence de la question sociale, ainsi que par la formation du Parti Ouvrier Belge en 1885.
De plus, le Parti Catholique, vainqueur des élections en 1884, exerce une forte influence et l’encyclique pontificale "Rerum Novarum" est publiée, exhortant les catholiques à s'impliquer dans les questions sociales en accord avec les principes chrétiens.

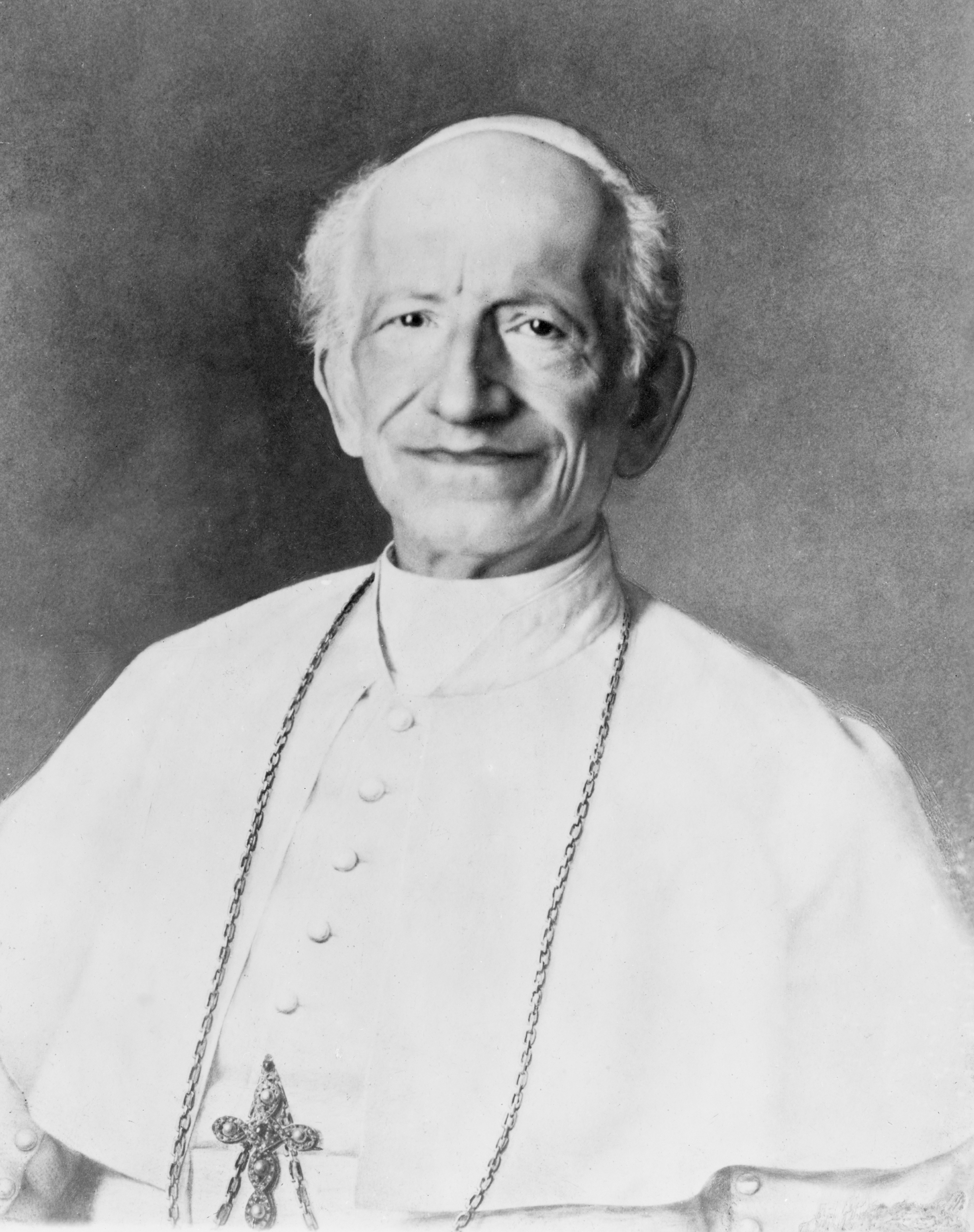
Portrait du Pape Léon XIII

Publiée le 15 mai 1891 par le pape Léon XIII, cette encyclique marque le début de la doctrine sociale de l'Église catholique. Elle critique tant la misère de la classe ouvrière que le socialisme athée tout en dénonçant les excès du capitalisme. Encourageant le syndicalisme chrétien et le catholicisme social, elle insiste sur la dignité humaine, la justice sociale et les droits des travailleurs.
Cette encyclique constitue donc une base pour justifier l’émergence du Mouvement social féminin chrétien de Belgique qui puise dans les principes de l’encyclique pour revendiquer les droits des femmes et de meilleures conditions de travail malgré le fait que l'encyclique du Pape Léon XIII ne se concentre pas spécifiquement sur ces droits.
Parallèlement, une conscience féminine croissante se manifeste dans la société. Les femmes réclament une reconnaissance en tant que citoyennes, exigeant les mêmes droits que les hommes. L'affaire Popelin et la création de la Ligue belge du droit des femmes en 1892 témoignent de la montée du féminisme en Belgique à cette époque.
Par conséquent, l'influence de l'Église et du parti catholique, l'encyclique pontificale et l'éveil de la conscience féminine à la fin du 19e siècle, jettent les bases du Mouvement social féminin chrétien en Belgique.

## Concrètement: l’institutionnalisation du Mouvement social féminin chrétien de Belgique
Face à l'émergence d'organisations féminines socialistes à la fin du 19e siècle, on assiste à une multiplication des associations chrétiennes rassemblant des femmes travailleuses. À Gand, Anvers, Bruxelles et Liège, divers modèles voient le jour, des associations de « petites » patronnes, des ligues de femmes, des mutuelles et des syndicats.
Les premières actions du mouvement social féminin chrétien visent à améliorer les conditions matérielles, morales et spirituelles des femmes ouvrières, en défendant leurs droits sociaux tout en préservant les valeurs familiales et domestiques de l'Église. L'objectif implicite est de promouvoir l'émancipation des femmes tout en maintenant leur rôle traditionnel de maitresse de maison. L’idée est d’améliorer progressivement les conditions de travail des femmes, en particulier dans les secteurs où elles sont couramment employées, comme ceux du textile ou des services domestiques.
Dans cette optique, Victoire Cappe, personnalité centrale du Mouvement social féminin chrétien de Belgique, établit en 1907 à Liège, un syndicat des ouvrières de l’aiguille dont l’objectif premier est de promouvoir au maximum l'émancipation de ces travailleuses et leur autonomie et de défendre leurs droits. Un tel engagement est particulièrement audacieux à une époque où la subordination des femmes prévaut.
Par la suite, Victoire Cappe développe un vaste réseau d’œuvres féministes comprenant notamment des cours professionnels, un secrétariat d'apprentissage, un restaurant, une mutualité familiale ou encore des cercles d’études sociaux.
En 1912, soutenue par le primat de Belgique, le Cardinal Mercier, Victoire Cappe fonde même le Secrétariat général des Unions professionnelles féminines chrétiennes, marquant ainsi un tournant dans le Mouvement social féminin chrétien de Belgique. Initialement lancé à la fin du 19e siècle au travers de diverses associations locales, ce mouvement s'est institutionnalisé avec la création du Secrétariat général des Unions professionnelles féminines chrétienne, qui vise à fédérer les femmes du monde ouvrier à travers toute la Belgique, à assurer leur formation religieuse et morale, à les soutenir matériellement et à les familiariser avec le syndicalisme.

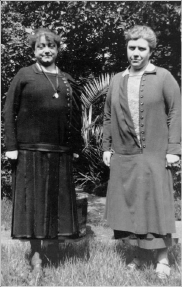
Victoire Cappe et Maria Baers

Ce Secrétariat général des Unions professionnelles féminines chrétiennes, dirigé par Victoire Cappe en Wallonie et par Maria Baers en Flandre, joue un rôle central non seulement dans la coordination des activités syndicales des femmes à l'échelle nationale, mais aussi dans la défense de leurs intérêts professionnels et dans la promotion du syndicalisme. Au fil du temps, même avant la première guerre mondiale, les missions du Secrétariat général incluent l'éducation et l’apostolat auprès des femmes ouvrières, les préparant à leur rôle chrétien au sein de la famille, notamment dans les tâches domestiques et la transmission de la foi catholique.
En novembre 1913, Victoire Cappe, toujours avec le soutien du Cardinal Mercier, lance La Femme belge, une revue des questions féminines mensuelles, qui devient l’organe du Mouvement social féminin chrétien de Belgique. Cette publication promeut l'idéologie du mouvement et de son institution, le Secrétariat général des Unions professionnelles féminines chrétiennes de Belgique. Son objectif est de diffuser le vaste programme social-chrétien destiné à améliorer le bien-être moral et matériel des femmes de la classe ouvrière. La revue paraît de novembre 1913 à août 1935.

## Évolution du Mouvement social féminin chrétien de Belgique.
En 1918, le Secrétariat général des Unions professionnelles féminines chrétiennes change de nom pour devenir le Secrétariat général des Œuvres sociales féminines chrétiennes, organe destiné à coordonner toutes les organisations féminines chrétiennes et rassemblant notamment : la Commission intersyndicale féminine chrétienne (fondée en 1919) et absorbée en 1925 par la Confédération des syndicats chrétiens (CSC) ; le service mutualiste au sein de l’alliance nationale des Mutualités chrétiennes, la Fédération des cercles d’études sociales (jusqu'en 1925), la Centrale d'éducation familiale et ménagère (1924), la Fédération de la jeunesse ouvrière chrétienne féminine (1925), l'Association des infirmières catholiques ou même encore, les Ligues ouvrières féminines chrétiennes (LOFC).
Cependant, à la suite de la guerre, ce Secrétariat général redirige ses efforts vers l'action sociale et la protection des mères au foyer au détriment de son implication précédente dans le domaine syndical. Les syndicats féminins soutenus par cette institution fusionnent finalement avec les syndicats masculins de la CSC à la fin de 1925. Malgré la création de la Commission intersyndicale féminine en 1919 et les efforts continus de Victoire Cappe pour non seulement promouvoir les structures de défense et d'organisation du travail féminin mais aussi pour intensifier la propagande syndicale au sein des ligues féminines, une crise syndicale ne peut être évitée. La décadence progressive des industries à domicile réduit considérablement les effectifs des syndicats féminins.
Les Ligues ouvrières féminines chrétiennes (LOFC) et les Kristelijke Arbeidersvrouwen (KAV), parties intégrantes du Secrétariat général des œuvres sociales féminines chrétiennes, prennent aussi progressivement le relais de ce Secrétariat général, élargissant leur influence au sein des Œuvres sociales chrétiennes féminines.
Ces Ligues (LOFC) jouent un rôle essentiel dans cette transition et leur objectif initial est de défendre les droits et les intérêts des femmes, surtout de celles travaillant dans le secteur ouvrier. Au fil du temps, ces Ligues (LOFC) gagnent en indépendance tout en restant ancrées dans le Mouvement social féminin chrétien.
En 1920, la Fédération des Ligues ouvrières féminines chrétiennes est créée pour unifier ces ligues. La Fédération se structure progressivement, finissant par absorber les divers services du Secrétariat général des Œuvres sociales féminines chrétiennes (cercles d’étude, secrétariats populaires, cours ménagers, consultations de nourrissons, mutuelles, etc.). Vers 1930, le rôle du Secrétariat général des Œuvres sociales féminines chrétiennes se limite à la gestion du patrimoine immobilier et à la préservation de la philosophie globale.
Les Ligues ouvrières Féminines chrétiennes (LOFC) s'adressent à toutes les femmes de la classe ouvrière, mais elles sont particulièrement appréciées par les femmes au foyer. Elles offrent une formation sociale, morale et religieuse pour permettre à chacune d’elles de se consacrer pleinement à son rôle d'épouse et de mère. De plus, les Ligues informent leurs membres féminines sur les organisations d'aide socio-économique et sur la législation sociale.
Comme dit ci-avant, le Mouvement social féminin chrétien en Belgique perdure grâce aux Ligues ouvrières féminines chrétiennes (LOFC) et aux Kristelijke Arbeiders Vrouwengilden (KAV), et aboutit à la formation d'une Fédération nationale qui connaît une expansion significative durant l'entre-deux-guerres, notamment grâce aux efforts des propagandistes Angéline Japsenne pour la région francophone et Helena De Coster pour la Flandre. Cette Fédération évolue ensuite pour devenir « Vie féminine » en 1969.

## Se former pour s’émanciper
Tout au long de sa durée, le Mouvement social féminin chrétien en Belgique cherche également à promouvoir l'éducation des femmes. Rapidement, ses leaders, Victoire Cappe et Maria Baers, réalisent que l'émancipation des femmes est étroitement liée à leur accès à l'éducation et à l'instruction. La célèbre citation "Le savoir, c'est le pouvoir !" conforte cet idéal.
Victoire Cappe disait en 1922 : « Il faut nous former afin d'être des membres utiles de la société, contribuer dans la mesure de nos moyens à améliorer par l'organisation et l'Éducation les conditions sociales actuelles, à travailler à l'établissement du règne de Notre Seigneur Jésus-Christ, qui seul peut apporter la paix au monde, tel est l'immense désir qui anime en ce moment, dans leur mouvement social, les femmes catholiques belges. A aucune époque peut-être autant que la nôtre, ne s'est imposée la nécessité de faire progresser la démocratie par l'Éducation».
À cette époque, de nombreux défis touchant à la fois la sphère personnelle, familiale, professionnelle, civique et sociale des femmes doivent être relevés. Il est essentiel pour les travailleuses de l'action sociale chrétienne de s'efforcer de les résoudre en accord avec les principes moraux et religieux, afin de favoriser au maximum le progrès social. Le meilleur moyen de faire face à ces défis est de les comprendre et de les résoudre, ce qui nécessite l'acquisition de compétences, elles-mêmes transmises par l'éducation.
Pour ce faire, des cours de formation religieuse et sociale destinés aux travailleuses, lancés chaque année dès 1916, contribuent à la création de l'École sociale catholique de Bruxelles au début des années 1920. En parallèle, six autres écoles régionales en province offrent également l'enseignement social de base. Cette éducation civique et politique des femmes doit être poursuivie dans le noble but d' « une rénovation sociale chrétienne », objectif que les organisations sociales féminines aspirent à atteindre

## Le Mouvement social féminin chrétien aujourd’hui
Actuellement, le Mouvement social féminin chrétien de Belgique n'est plus aussi clairement défini. La partie syndicale du mouvement est désormais intégrée depuis 1925 à la Confédération des Syndicats Chrétiens (CSC), un syndicat mixte qui milite pour les droits des travailleurs, hommes et femmes confondus.

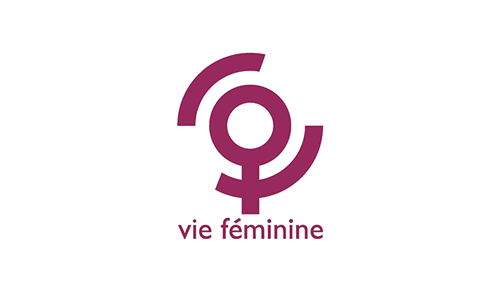
Logo de "Vie Féminine"

Quant à la promotion du féminisme chrétien, elle évolue à travers différentes phases historiques. Après le Secrétariat général des Unions professionnelles féminines chrétiennes en 1912, suivi du Secrétariat général des Œuvres sociales féminines chrétiennes en 1918 et des Ligues ouvrières féminines chrétiennes (LOFC) en 1920, nous avons aujourd'hui «Vie Féminine» et ce, depuis 1969.
Vie Féminine est un mouvement féministe actif dans les domaines interculturels et sociaux, axé sur la lutte contre toutes les formes d'exclusion des femmes et sur la construction d'une société plus égalitaire. Il promeut les valeurs d'égalité, de justice sociale, de solidarité et de démocratie, en encourageant l'autonomie des femmes et leur participation à tous les aspects de la vie sociale. Vie Féminine met avant les droits des femmes, peu importe les affiliations religieuses de ces dernières.

## Buts poursuivis dans le temps par le Mouvement social féminin chrétien de Belgique
Tout au long de son existence, le but premier du Mouvement social féminin chrétien est de promouvoir les droits et l'autonomie des femmes dans le respect des valeurs chrétiennes et des enseignements de l'Église.
Ses objectifs incluent généralement :
- L'amélioration des conditions de travail des femmes, en particulier dans les secteurs où elles sont largement employées, comme ceux du textile ou des services domestiques.
- L'éducation des femmes, y compris l'accès à une éducation de qualité pour toutes les femmes, ainsi que la formation professionnelle.
- L'engagement politique des femmes, surtout dans le cadre des valeurs chrétiennes conservatrices avec un accent particulier sur le rôle des femmes dans la famille et dans la société.
- La promotion de la solidarité, encourageant l'entraide et le soutien mutuel.
Le Mouvement social féminin chrétien de Belgique a sans aucun doute joué un rôle crucial dans l'émancipation des femmes en Belgique, en leur fournissant un espace pour s'organiser, pour discuter de leurs préoccupations et revendications, tout en intégrant les principes de leur foi dans leurs actions pour le changement social